# "74ers" LIVE IN OSAKA-JO HALL 2003
『"74ers" LIVE IN OSAKA-JO HALL 2003』（セブンティフォアーズ ライヴ イン おおさかじょうホール 2003）は、ポルノグラフィティのライヴDVD。SME Recordsより2004年3月24日にリリースされた。

## 概要
- 2003年12月4日から2004年1月27日にかけて開催されたツアー『6thライヴサーキット"74ers"』から、大阪城ホール公演（2003年12月22日）の模様を収録。
- Tama在籍時にリリースされた最後のライヴDVDである。
- ツアータイトルはメンバーの生まれ年"1974"に由来し、ライブ演出は新藤晴一の脚本による劇仕立てとなっている。
- 今作からSME Recordsが独立したことにより、SME Records単独制作・発売となった。
- ポルノグラフィティにとって初めての販売記号である（SEBL）。

## 収録内容
1. Introduction of "74ers"
リハーサル映像などを含むドキュメント映像。
2. Theme of "74ers"
当時最新シングル「ラック」のカップリング曲。
晴一から受け取った台本をもとに昭仁が74ersのイメージを表現したインスト。
3. ヴォイス
前曲に間髪入れずに披露される。
4. 見えない世界
5. 月飼い
6. 惑星キミ
7. パレット
8. 幸せについて本気出して考えてみた
原曲よりキーを下げての演奏となっている。
9. Butterfly 〜awe〜
インスト。「awe」は11thシングル「音のない森」のイントロ曲である。
6thシングル「アゲハ蝶」の歌詞の一部が会場のバックスクリーンに流れて、歌詞に合わせてストーリーが展開されていく。
10. 音のない森
11. 渦
12. ラック
『"74ers"』に向けて作成されたライブ当時最新の14thシングル。ソロにアレンジがなされ、Tamaのシャウトが聞ける。
晴一が途中で持ち替える白い楽器はシタールという民族楽器である。
13. カルマの坂
14. 〜sonic〜
インスト。「sonic」は11thシングル「音のない森」のアウトロ曲である。
会場のバックスクリーンに流れる映像は前述のシングルの初回生産限定盤に付属するDVDに収録されているPVである。
15. Anotherday for "74ers"
当時最新シングル「ラック」のカップリング曲。この曲からストーリーが大きく展開され、次曲へ繋がる。
16. CLUB UNDERWORLD
前曲から繋げて披露している。
ただすけ・Tama・NAOTO・小畑"PUMP"隆彦・nang-chang・晴一のソロがある。
ソロを披露した後には、サビを2回繰り返すが、1回目には1番と2番の歌詞が混在していて、2回目には3番の歌詞をきちんと披露している。
17. Go Steady Go!
18. マシンガントーク
昭仁・NAOTO・ただすけのモンキーダンスが見られる。
途中、昭仁がスタッフを蹴り飛ばす。
19. Mugen
前曲に間髪入れず披露される。
20. Hard Days, Holy Night
21. メリッサ
22. 愛が呼ぶほうへ
昭仁がグランドピアノを演奏する。
23. Theme of "74ers"(Ending Version)
インスト。この曲でライブ本編が締めくくられる。
当時最新シングル「ラック」のカップリング曲の別バージョン。
24. ヴィンテージ
25. クリスチーナ
初めて車を買ってうれしかった思いを歌った曲。
26. ジレンマ
アンコールを締めくくる定番曲。曲中に歌詞を間違える。
27. End Roll
メンバーが退場するまでの映像。

## サポートメンバー
- 小畑"PUMP"隆彦（ドラムス）
- NORIYOSHI "Nang-Chang" MINAMISAWA（マニピュレート）
- NAOTO（ヴァイオリン）
- ただすけ（キーボード）
- 東京メッツ（ミュージカル）
  - 水野江莉花
  - 黒田百合
  - 浅野実奈子
  - 中野公美子
  - 久保沙耶香
  - 桜井美紀
  - 太田彩乃
  - 今井沙那恵
  - 三田真央
  - 藤森えいり
  - 高倉佳奈子
  - 安藤亜実
  - 坂越由実子